# Bruce Frayne
Bruce Frayne (Michael Bruce Frayne; * 24. Januar 1958) ist ein ehemaliger australischer Sprinter.
1981 gewann er bei den Pacific Conference Games Silber über 200 m.
Bei den Commonwealth Games 1982 in Brisbane wurde er Fünfter über 200 m und Vierter in der 4-mal-100-Meter-Staffel.
1983 erreichte er bei den Leichtathletik-Weltmeisterschaften in Helsinki über 200 m und in der 4-mal-100-Meter-Staffel das Halbfinale. In der 4-mal-400-Meter-Staffel schied er im Vorlauf aus.
Bei den Olympischen Spielen 1984 in Los Angeles gelangte er über 400 m ins Halbfinale und wurde in der 4-mal-400-Meter-Staffel Vierter.
1985 wurde er beim Leichtathletik-Weltcup in Canberra mit der ozeanischen 4-mal-400-Meter-Stafette Dritter, und 1986 wurde er bei den Commonwealth Games in Edinburgh Siebter über 400 m und gewann Silber mit der australischen 4-mal-400-Meter-Stafette.
1980, 1981 sowie 1983 wurde er Australischer Meister über 200 m und 1984 über 400 m.
Der Weit- und Dreispringer Henry Frayne ist sein Neffe.

## Persönliche Bestzeiten
- 100 m: 10,45 s, 9. Juni 1982, London
- 200 m: 20,59 s, 21. Dezember 1980, Canberra
- 400 m: 45,21 s, 6. August 1984, Los Angeles